# Roman Bondarenko
Roman Dmytrovyč Bondarenko (in ucraino Роман Дмитрович Бондаренко?; 14 agosto 1966) è un ex calciatore ucraino naturalizzato turkmeno, di ruolo attaccante.
Ha un cugino, Oleksandr, che è stato anch'egli calciatore e con cui giocò assieme nel 1992 nel Torpedo Zaporižžja.

## Carriera

### Club
Giocò dal 1987 al 1999 al Torpedo Zaporižžja. Nel 1999 si trasferì al Metalurh Zaporižžja, con cui giocò l'ultima stagione della sua carriera.

### Nazionale
Di origini ucraine, ottenne la cittadinanza turkmena,. Debuttò con la Nazionale turkmena il 21 novembre 1998, in Thailandia-Turkmenistan. Collezionò un'altra presenza il 2 dicembre 1998, in Corea del Sud-Turkmenistan.